# Scott McCaughey
Scott McCaughey (Seattle, 10 maggio 1954) è un cantante e chitarrista statunitense della scena di Seattle.

## Biografia
Trasferitosi a Seattle nel 1983, nell'estate di quell'anno fonda assieme al chitarrista Chuck Carrol gli Young Fresh Fellows, nei quali è cantante, bassista ed autore di testi. Gli Young Fresh Fellows divengono noti nella scena pop-rock della città ma la band non riesce comunque a raggiungere notorietà di livello nazionale.
All'inizio degli anni '90 mentre le altre band della scena grunge raggiungevano i primi posti della classifica di Billboard, lavora ancora in un negozio di dischi.
Nel 1993 la carriera di McCaughey cambia grazie all'incontro con il chitarrista dei R.E.M., Peter Buck. Nello stesso anno infatti, fonda il collettivo power-pop The Minus 5, in cui è cantante, chitarrista, compositore ed autore di testi, e di cui Buck è uno dei collaboratori sin dalle origini.
Dal 1994 inizia una collaborazione con gli stessi R.E.M., inizialmente come turnista per poi assumere un ruolo di maggior rilievo anche in studio.
Tra gli altri progetti, sono da citare la collaborazione iniziata nel 1996 con il gruppo Jazz Tuatara e la partecipazione nel 2006 assieme allo stesso Buck ed al batterista Bill Rieflin, sotto il nome di Venus 3, all'album Olé! Tarantula del cantautore britannico Robyn Hitchcock.
Dal 2006 si è trasferito a Portland (Oregon). Nel 2007 con Peter Buck, Steve Wynn e Linda Pitmon fonda il progetto The Baseball Project.